# Kapärla
Kapärla (Motacilla capensis) är en fågel i familjen ärlor inom ordningen tättingar.

## Utseende och läte
Kapärlan är en elegant, långstjärtad fågel med brunaktig rygg, ljus undersida och ett svart bröstband. I flykten syns de vita yttre stjärtpennorna tydligt. Arten liknar bergärlan, men denna är grå ovan och har mer vitt i vingar och stjärt. Även ung brokärla är lik, men saknar dennas vita vingpanel. Lätet är ett strävt ”tseeei” som ofta dubbleras, medan sången består av en komplex serie med olika upprepade toner.

## Utbredning och systematik
Kapärla delas in i tre underarter:
- simplicissima – förekommer i  Angola och nordöstra Namibia (Capriviremsan) till sydöstra Demokratiska republiken Kongo, Zambia, Botswana och nordvästra Zimbabwe
- capensis – förekommer i västra och södra Namibia, Sydafrika, Zimbabwe samt västra och södra Moçambique
- wellsi – förekommer i höglänta områden i östra Demokratiska republiken Kongo, Uganda och Kenya

## Levnadssätt
Kapärlan hittas i de flesta öppna miljöer, framför allt nära vatten. Den födosöker på ärlors vis på marken, konstant vippande på stjärten.

## Status
Arten har ett stort utbredningsområde och beståndet anses stabilt. Internationella naturvårdsunionen IUCN listar den därför som livskraftig (LC).

## Bilder

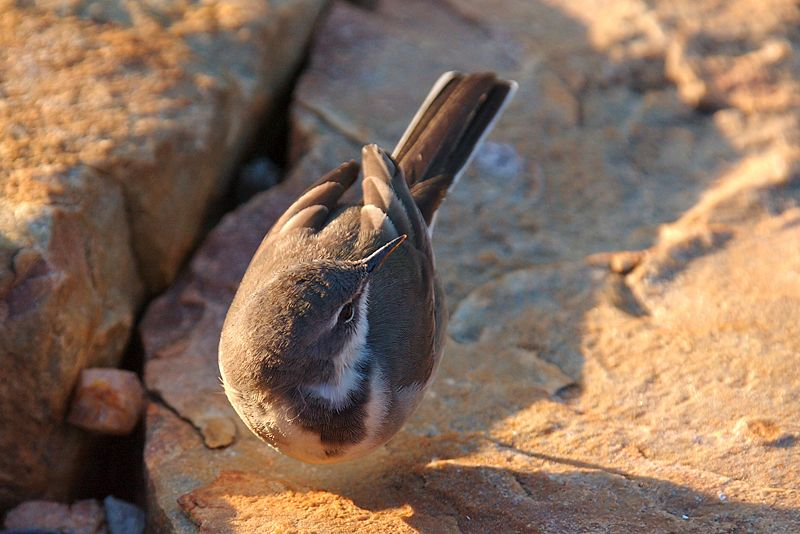
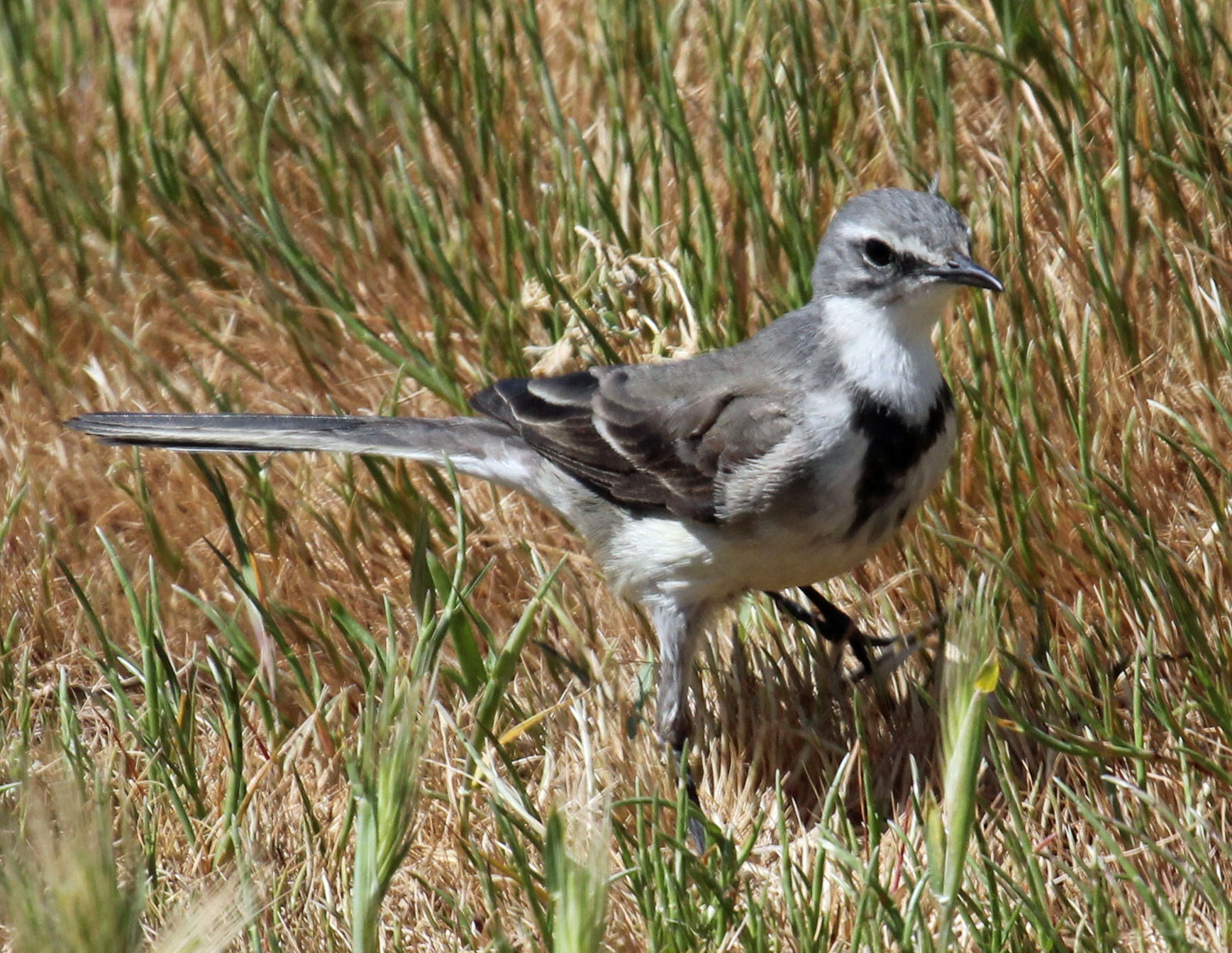
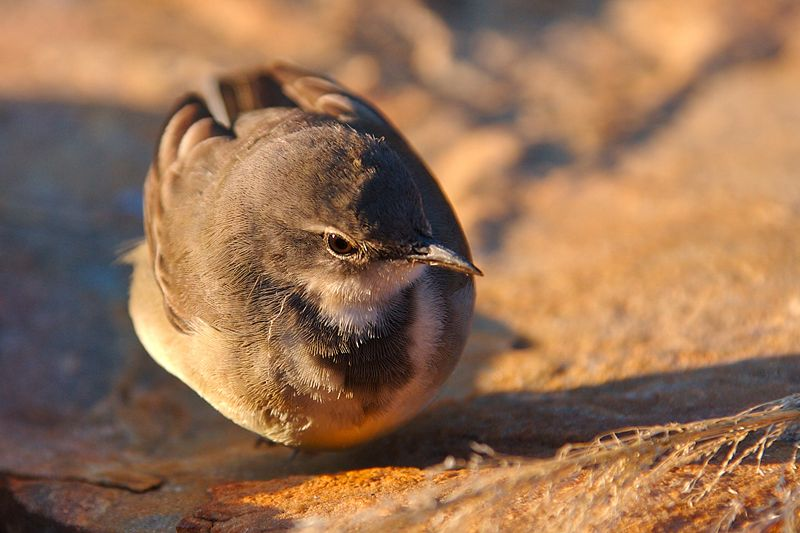
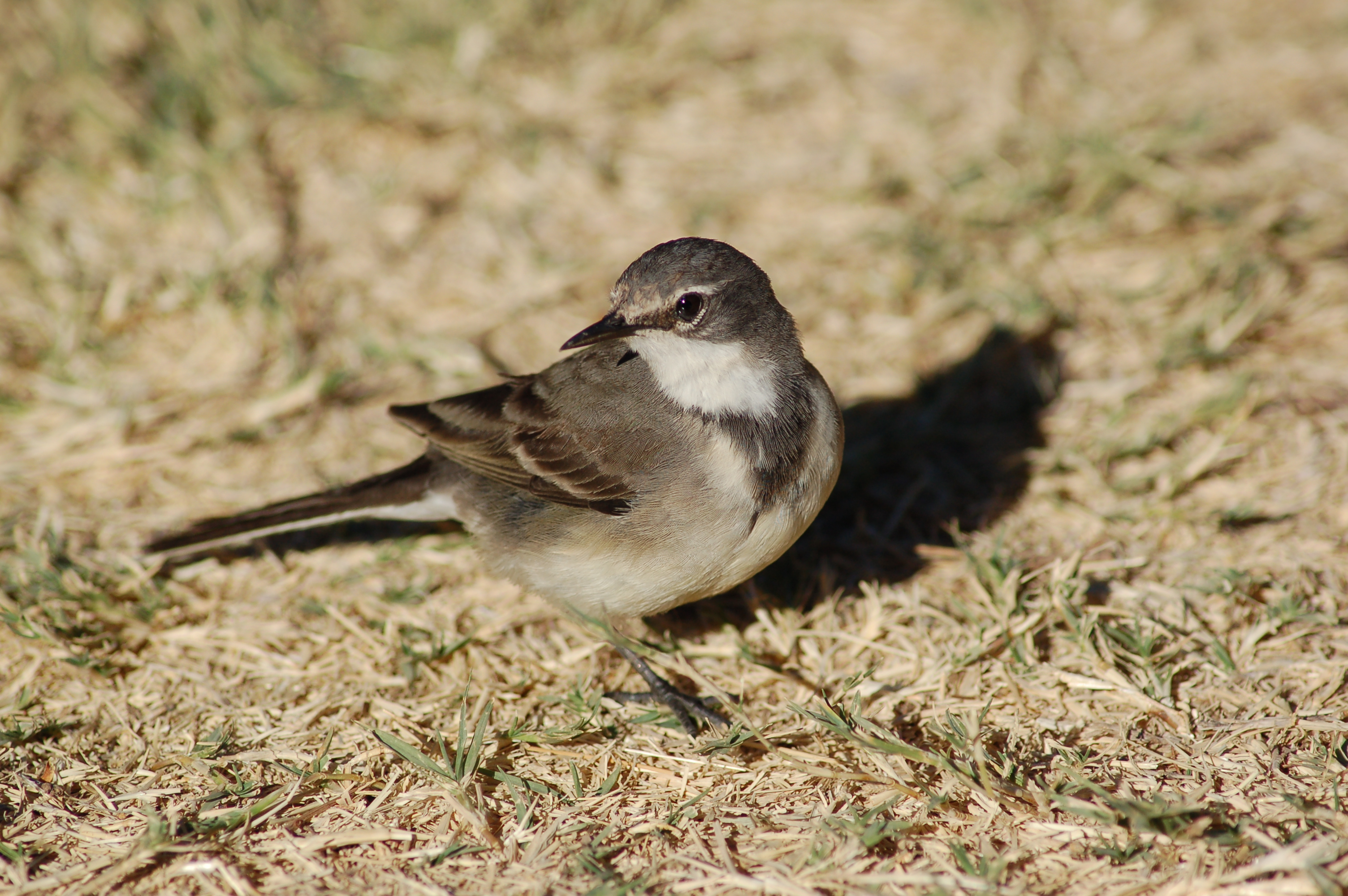
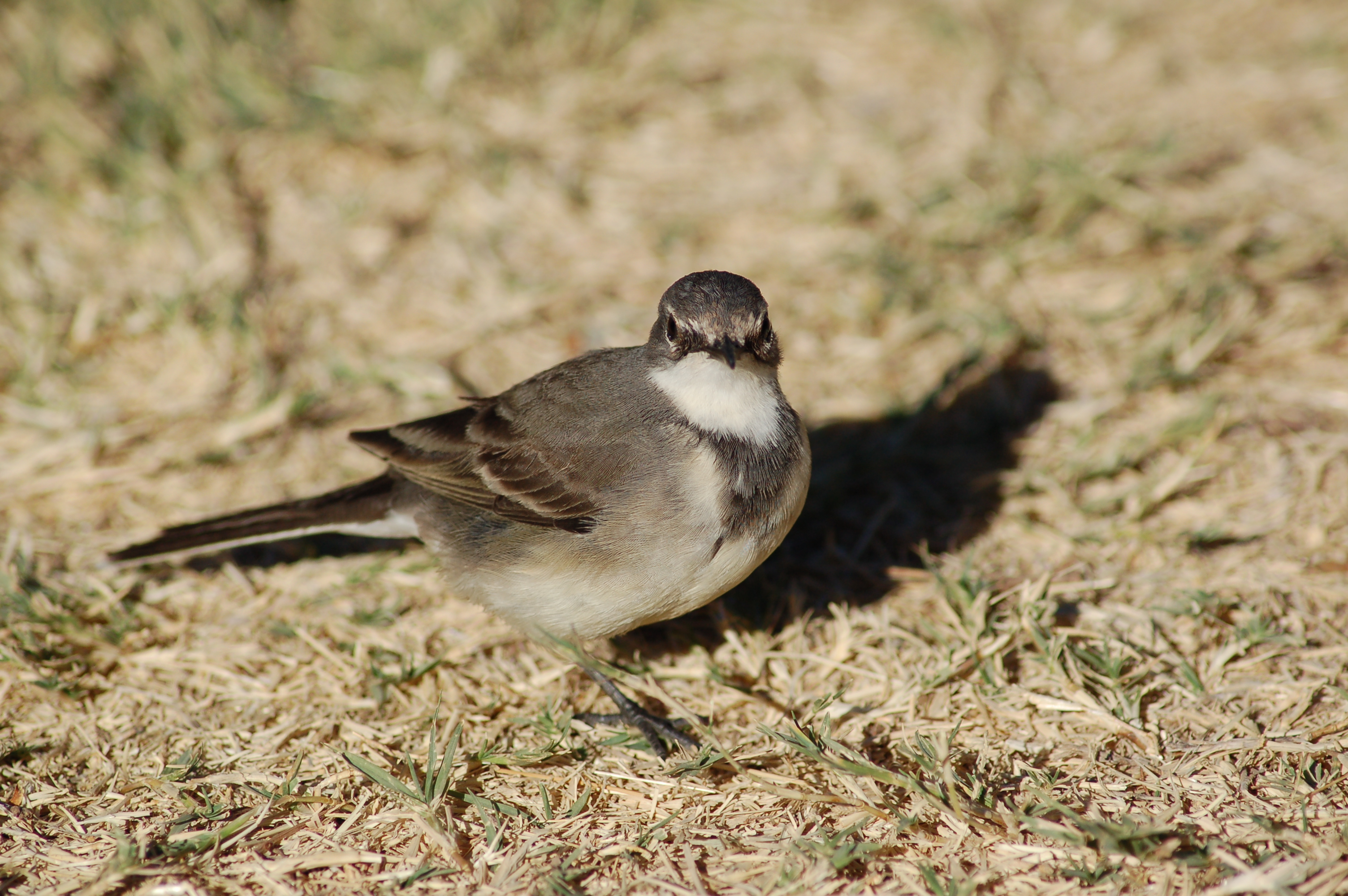
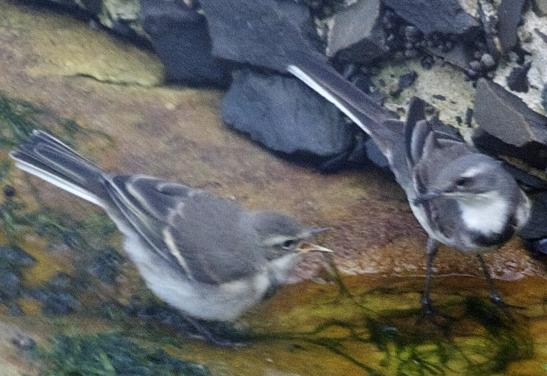
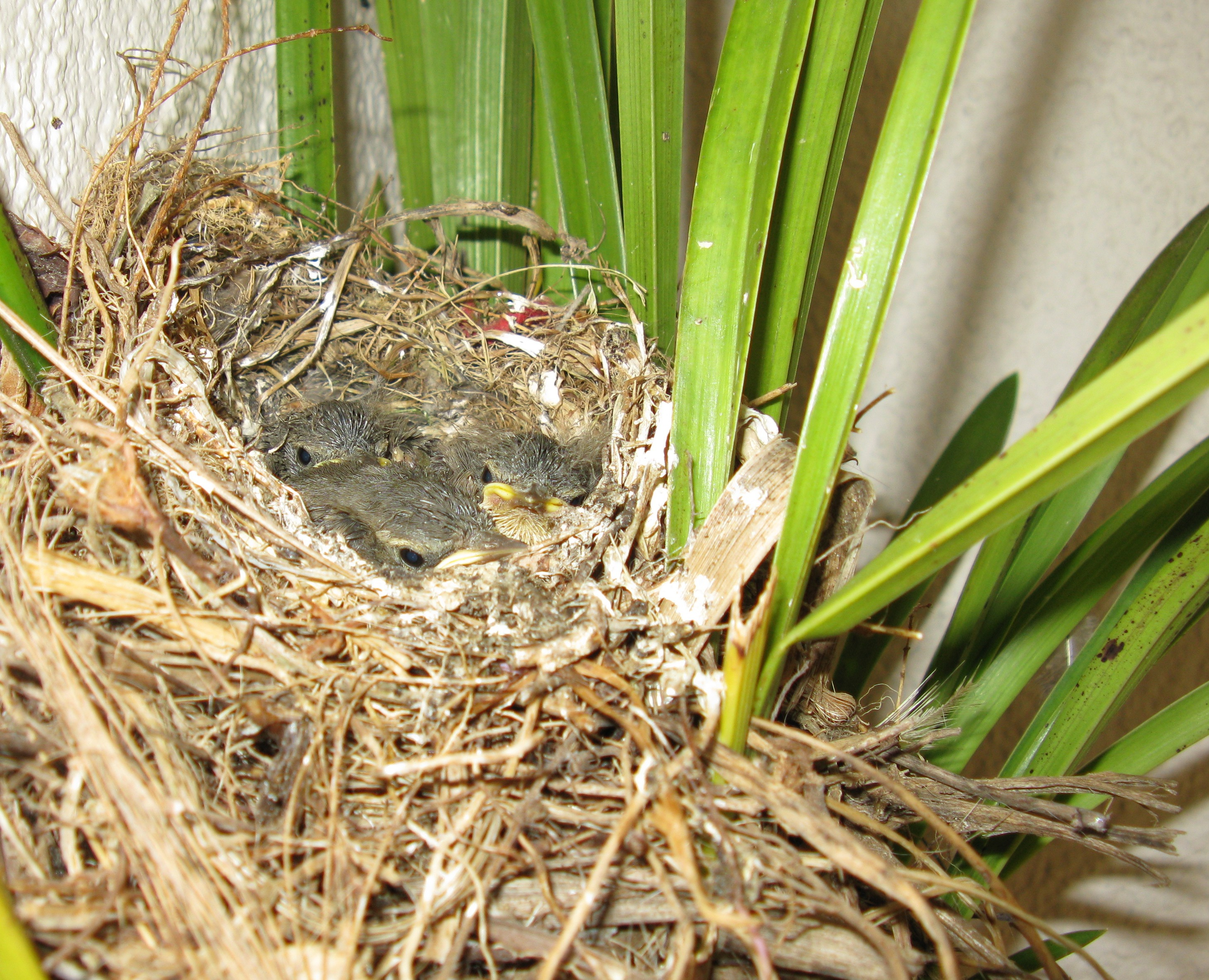
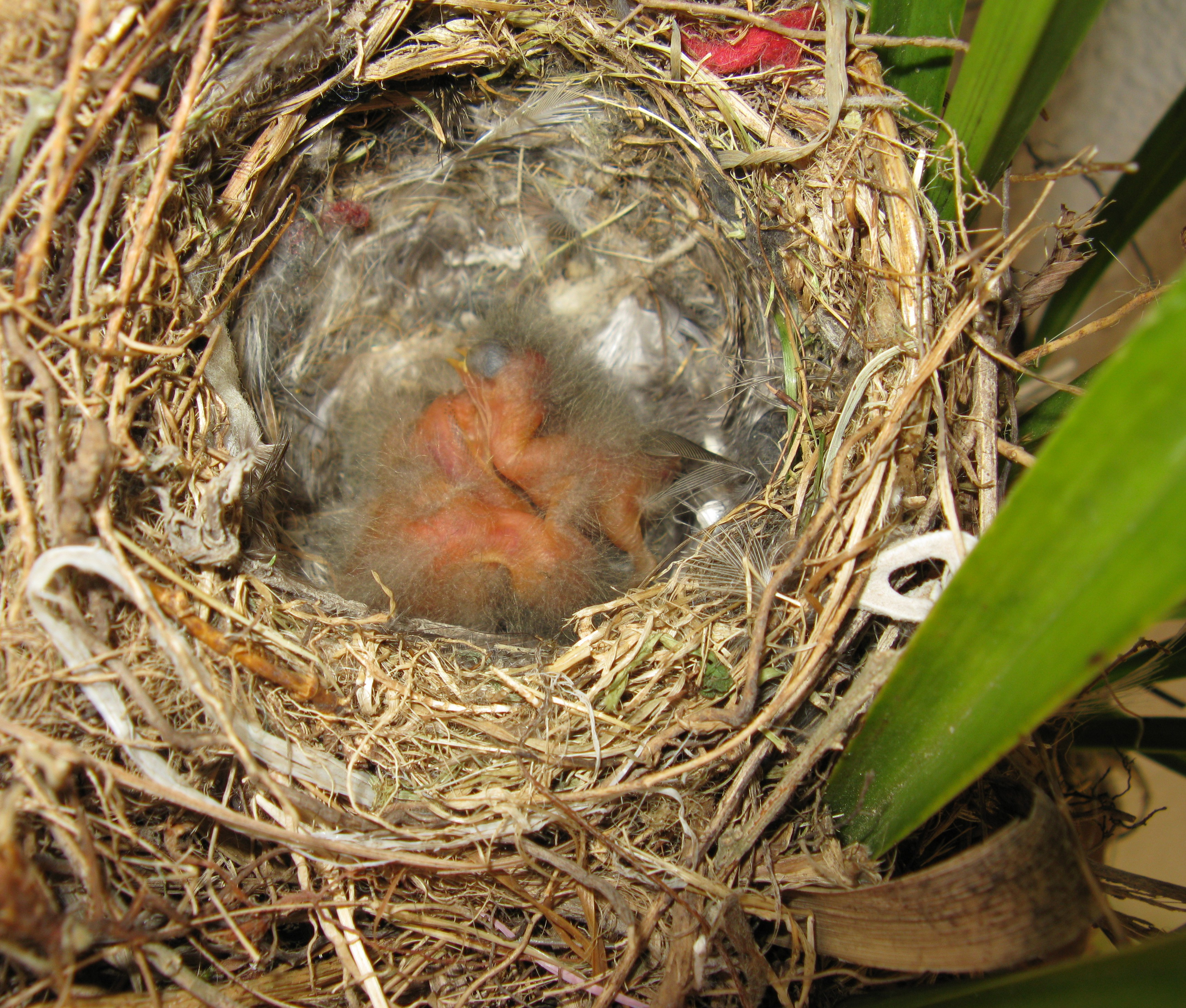